# Otospermophilus atricapillus
Otospermophilus atricapillus är en däggdjursart som beskrevs av W. Bryant 1889. Den ingår i släktet Otospermophilus och familjen ekorrar. Inga underarter finns listade i Catalogue of Life.

## Beskrivning
Pälsen på bakre delen av kroppen samt sidorna är svart med ljusare, gråbruna spetsar, medan främre delen av ryggen och huvudet är nästan rent svarta. Kring ögonen har den vita ringar, medan buk och ben är ljust krämfärgade. Svansen är blandat svart och krämfärgad. Den totala kroppslängden är mellan 39 och 49 cm, och vikten varierar mellan 350 och 706 g. Honorna är mindre än hanarna.

## Ekologi
Arten förekommer nära vattenhål i ökentrakter med buskartad vegetation, samt i glesa bergsskogar upp till 600 m. Födan består framför allt av frukter och korn som dadlar och majs. Arten tar gärna odlade grödor. Bona grävs ut i utrymmen under timmerstockar och stenar, eller inrättas i klippskrevor.

## Utbredning
Utbredningsområdet omfattar endast det indre av delstaten Baja California i Mexiko.

## Status
IUCN kategoriserar arten globalt som starkt hotad, och populationen minskar. Främsta orsaken är jakttryck på grund av att arten betraktas som ett skadedjur. Den starkt fragmentiserade utbredningen gör arten extra känslig.

## Taxonomi
Arten har tidigare förts till släktet sislar (Spermophilus), men efter DNA-studier som visat att arterna i detta släkte var parafyletiska med avseende på präriehundar, släktet Ammospermophilus och murmeldjur, har det delats upp i flera släkten, bland annat Otospermophilus.